# Lover and a Fool
Lover and a fool è il terzo singolo del gruppo musicale Jutty Ranx, estratto dall'album Jutty Ranx, entrato nelle stazioni radiofoniche il 6 settembre 2013.

## Il video
Il video li vede suonare in un parco.